# Nanton
Pour les articles homonymes, voir Nanton (homonymie).
Nanton est une commune française située dans le département de Saône-et-Loire, en région Bourgogne-Franche-Comté.

## Géographie

### Situation
La commune de Nanton, située à quelques kilomètres au sud-ouest de Sennecey-le-Grand, s'étend entre la Montagne Vannière à l'est, qui constitue le chaînon le plus septentrional des monts du Mâconnais et la plaine de la Grosne à l'ouest. Son altitude s'élève jusqu'à 476 m au cœur de la Vannière.
Le village est situé à vol d'oiseau à 4,7 km au sud-ouest de Sennecey-le-Grand et environ 10 km au nord-ouest de Tournus. La ville de Chalon-sur-Saône est éloignée de 19 km en direction du nord tandis que Mâcon est distante de près de 35 km vers le sud.

### Climat
Pour des articles plus généraux, voir Climat de la Bourgogne-Franche-Comté et Climat de Saône-et-Loire.
En 2010, le climat de la commune est de type climat océanique dégradé des plaines du Centre et du Nord, selon une étude du Centre national de la recherche scientifique s'appuyant sur une série de données couvrant la période 1971-2000. En 2020, Météo-France publie une typologie des climats de la France métropolitaine dans laquelle la commune est dans une zone de transition entre le climat océanique altéré et le climat océanique altéré et est dans la région climatique Bourgogne, vallée de la Saône, caractérisée par un bon ensoleillement (1 900 h/an), un été chaud (18,5 °C), un air sec au printemps et en été et des vents faibles.
Pour la période 1971-2000, la température annuelle moyenne est de 11,4 °C, avec une amplitude thermique annuelle de 17,6 °C. Le cumul annuel moyen de précipitations est de 889 mm, avec 10,4 jours de précipitations en janvier et 7,3 jours en juillet. Pour la période 1991-2020, la température moyenne annuelle observée sur la station météorologique de Météo-France la plus proche, « Saint-Marcel », sur la commune de Saint-Marcel à 18 km à vol d'oiseau, est de 12,3 °C et le cumul annuel moyen de précipitations est de 818,4 mm. 
La température maximale relevée sur cette station est de 41,8 °C, atteinte le 12 août 2003 ; la température minimale est de −20 °C, atteinte le 16 janvier 1985,,.
Les paramètres climatiques de la commune ont été estimés pour le milieu du siècle (2041-2070) selon différents scénarios d'émission de gaz à effet de serre à partir des nouvelles projections climatiques de référence DRIAS-2020. Ils sont consultables sur un site dédié publié par Météo-France en novembre 2022.

## Urbanisme

### Typologie
Au 1er janvier 2024, Nanton est catégorisée commune rurale à habitat dispersé, selon la nouvelle grille communale de densité à sept niveaux définie par l'Insee en 2022.
Elle est située hors unité urbaine. Par ailleurs la commune fait partie de l'aire d'attraction de Chalon-sur-Saône, dont elle est une commune de la couronne,. Cette aire, qui regroupe 109 communes, est catégorisée dans les aires de 50 000 à moins de 200 000 habitants,.

### Occupation des sols
L'occupation des sols de la commune, telle qu'elle ressort de la base de données européenne d’occupation biophysique des sols Corine Land Cover (CLC), est marquée par l'importance des territoires agricoles (72,1 % en 2018), en diminution par rapport à 1990 (74,2 %). La répartition détaillée en 2018 est la suivante : prairies (37,3 %), forêts (25,8 %), terres arables (20,7 %), zones agricoles hétérogènes (14,1 %), zones urbanisées (2,1 %). L'évolution de l’occupation des sols de la commune et de ses infrastructures peut être observée sur les différentes représentations cartographiques du territoire : la carte de Cassini (XVIIIe siècle), la carte d'état-major (1820-1866) et les cartes ou photos aériennes de l'IGN pour la période actuelle (1950 à aujourd'hui).

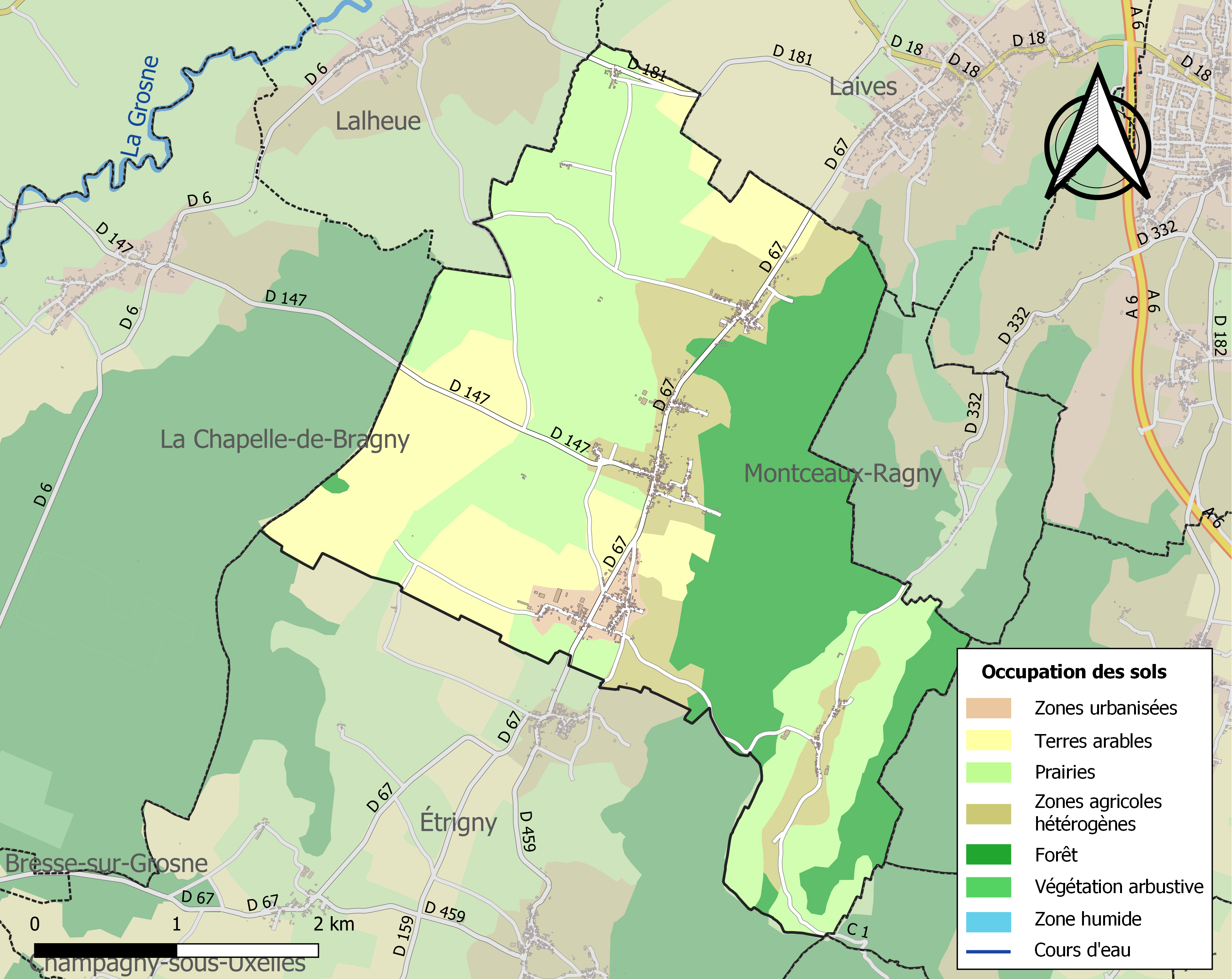
Carte des infrastructures et de l'occupation des sols de la commune en 2018 (CLC).

## Hameaux
Nanton comprend plusieurs hameaux. Les hameaux de Vincelles, de Chalot, de Sully (subdivisé entre le Haut et le Bas), ainsi que le village de Nanton en lui-même, se sont développés au pied de la Vannière. Le hameau de Corlay est situé au cœur de la Vannière, dans une étroite vallée qui continue en direction du nord vers Montceaux-Ragny puis au-delà vers Sennecey. Enfin, le hameau de Servelle s'étend tout au nord de la commune, près du Grison ; il est en réalité plus proche de Lalheue que de Nanton.
La commune comprend également plusieurs moulins ou anciens moulin bâtis le long du Grison.

### Hydrographie
Nanton est traversée par la petite rivière du Grison, qui coule dans la plaine à l'écart de la plupart des hameaux et du village. Longue de 24,5 km, elle prend sa source sur la commune de Blanot et se jette dans la Grosne à Laives.

## Histoire

Blason aux armes de la maison de Nanton.

Nanton est le berceau de la maison de Nanton, puissante maison de chevalerie du Moyen Âge.

## Politique et administration

### Tendances politiques et résultats

#### Élections présidentielles
Le village de Nanton place en tête à l'issue du premier tour de l'élection présidentielle française de 2017, Marine Le Pen (RN) avec 25,74 % des suffrages. Mais lors du second tour, Emmanuel Macron (LaREM) est en tête avec 58,77 %.

#### Élections législatives
Le village de Nanton fait partie de la quatrième circonscription de Saône-et-Loire et place lors du 1er tour des élections législatives françaises de 2017 Catherine Gabrelle (LAREM) avec 24,50 % des suffrages. Mais lors du second tour, il s'agit de Cécile Untermaier (PS) qui arrivent à égalité avec 66,67 % des suffrages.
Lors du 1er tour des élections législatives françaises de 2022, Cécile Untermaier (PS), députée sortante, arrive en tête avec 47,45 % des suffrages comme lors du second tour, avec cette fois-ci, 66,26 % des suffrages.

#### Élections régionales
Le village de Nanton place la liste « Pour la Bourgogne et la Franche-Comté » menée par Gilles Platret (LR) en tête, dès le 1er tour des élections régionales de 2021 en Bourgogne-Franche-Comté, avec 26,67 % des suffrages. Lors du second tour, les habitants décideront de placer la liste de « Notre Région Par Cœur » menée par Marie-Guite Dufay, présidente sortante (PS) en tête, avec cette fois-ci, près de 48,57 % des suffrages. Devant les autres listes menées par Gilles Platret (LR) en seconde position avec 30,29 %, Julien Odoul (RN), troisième avec 20 % et en dernière position celle de Denis Thuriot (LaREM) avec 1,14 %. Il est important de souligner une abstention record lors de ces élections qui n'ont pas épargné le village de Nanton avec lors du premier tour 64,50 % d'abstention et au second, 61,76 %.

#### Élections départementales
Le village de Nanton fait partie du canton de Tournus. Les électeurs de la ville placent le binôme de Delphine Dugué (DVG) et Mickaël Maniez (DVG), en tête, dès le 1er tour des élections départementales de 2021 en Saône-et-Loire avec 39,77 % des suffrages.
Mais lors du second tour de ces mêmes élections, les habitants décideront de placer le binôme Jean-Claude Becousse (DVD) et Colette Beltjens (DVD) en tête, avec cette fois-ci, près de 53,41 % des suffrages. Devant l'autre binôme menée par Delphine Dugué (DVG) et Mickaël Maniez (DVG) qui obtient 46,59 %. Il est important de souligner une abstention record lors de ces élections qui n'ont pas épargné le village de Nanton avec lors du premier tour 62,82 % d'abstention et au second, 60,71 %.

### Liste des maires de Nanton
| Période      | Période   | Identité        | Étiquette | Qualité     |
| ------------ | --------- | --------------- | --------- | ----------- |
| mars 1983    | 1998      | Gilbert Goujon. |           | Agriculteur |
| janvier 1998 | mars 2014 | Jacky Bonnin    | PCF       |             |
| mars 2014    | en cours  | Véronique Dauby |           |             |

## Démographie

Les vignobles du Mâconnais.

L'évolution du nombre d'habitants est connue à travers les recensements de la population effectués dans la commune depuis 1793. Pour les communes de moins de 10 000 habitants, une enquête de recensement portant sur toute la population est réalisée tous les cinq ans, les populations de référence des années intermédiaires étant quant à elles estimées par interpolation ou extrapolation. Pour la commune, le premier recensement exhaustif entrant dans le cadre du nouveau dispositif a été réalisé en 2007.

En 2022, la commune comptait 654 habitants, en évolution de +3,15 % par rapport à 2016 (Saône-et-Loire : −1,06 %, France hors Mayotte : +2,11 %).
| 1793  | 1800  | 1806  | 1821  | 1831  | 1836  | 1841  | 1846  | 1851  |
| ----- | ----- | ----- | ----- | ----- | ----- | ----- | ----- | ----- |
| 1 210 | 1 253 | 1 318 | 1 374 | 1 441 | 1 495 | 1 404 | 1 355 | 1 396 |

| 1856  | 1861  | 1866  | 1872  | 1876  | 1881  | 1886  | 1891  | 1896 |
| ----- | ----- | ----- | ----- | ----- | ----- | ----- | ----- | ---- |
| 1 316 | 1 428 | 1 268 | 1 142 | 1 147 | 1 087 | 1 090 | 1 020 | 975  |

| 1901 | 1906 | 1911 | 1921 | 1926 | 1931 | 1936 | 1946 | 1954 |
| ---- | ---- | ---- | ---- | ---- | ---- | ---- | ---- | ---- |
| 971  | 909  | 902  | 762  | 749  | 689  | 673  | 633  | 570  |

| 1962 | 1968 | 1975 | 1982 | 1990 | 1999 | 2006 | 2007 | 2012 |
| ---- | ---- | ---- | ---- | ---- | ---- | ---- | ---- | ---- |
| 531  | 502  | 462  | 420  | 460  | 487  | 556  | 566  | 625  |

| 2017 | 2022 | - | - | - | - | - | - | - |
| ---- | ---- | - | - | - | - | - | - | - |
| 634  | 654  | - | - | - | - | - | - | - |

## Lieux et monuments
- Lavoirs des hameaux de Vincelles, Chalot, Sully, Corlay.
- Église Saint-Laurent de Nanton à La Guiche.
- Croix de Nanton.
- Chapelle des Maquisards à Corlay, monument classé.
- Chapelle(s) de Sully.
- Calvaires : Sully (monument classé), Chalot, Vincelles.
- Chapelle Saint-Antoine-et-Sainte-Françoise de Corlay.

## Personnalités liées à la commune
- Adolphe Déchenaud, peintre, Grand prix de Rome en 1894 fut inhumé dans le cimetière de Nanton. Déchenaud avait fait de ce village sa patrie d’élection. Il y venait fréquemment et l’on assure que les villageois furent ses modèles pour des tableaux comme Les Noces d’or, Les Vendangeurs.

## Pour approfondir